# Evangelische Kirche Diedenshausen (Gladenbach)

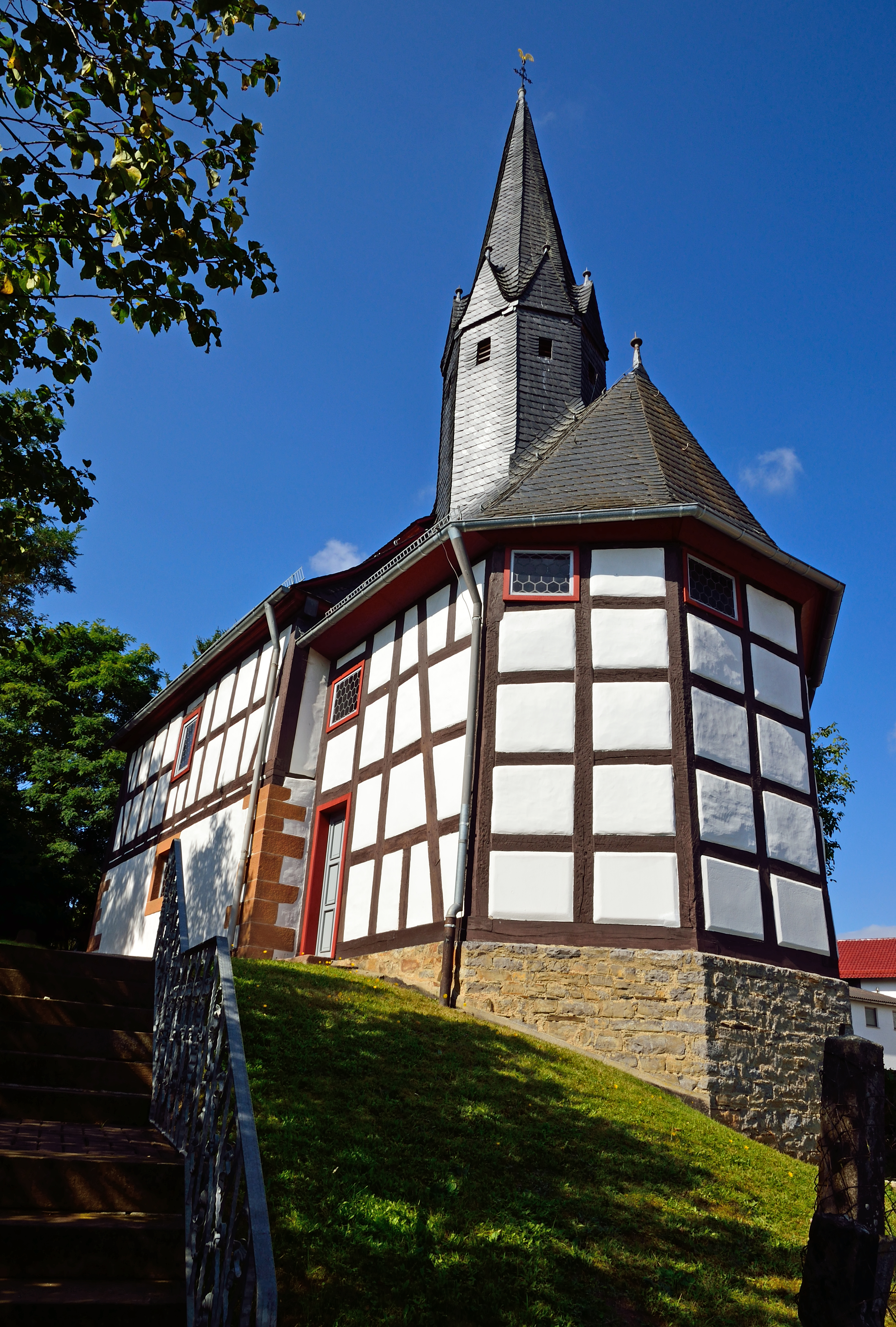
Evangelische Kirche Diedenshausen

Die evangelische Kirche Diedenshausen ist ein denkmalgeschütztes Kirchengebäude in Diedenshausen im Hessischen Hinterland. Die Kirchengemeinde gehört zum Nachbarschaftsraum Evangelische Kirche im Gladenbacher Land im Dekanat Biedenkopf-Gladenbach in der Propstei Nord-Nassau der Evangelischen Kirche in Hessen und Nassau.

## Geschichte
Der heutige Bau wurde in den ersten Jahren 1802 bis 1806 errichtet, nachdem der steinerne Vorgängerbau der Gemeinde zu klein und obendrein baufällig geworden war. Eine von der Landesregierung der Landgrafschaft Hessen-Darmstadt genehmigte Kollekte erbrachte nicht genug, um den geplanten und genehmigten steinernen Neubau zu vollenden. Die Gemeinde ignorierte daraufhin die amtliche Anweisung, aus Stein zu bauen, und baute den zweiten Stock ohne Genehmigung aus Holz. Eine Ortsbesichtigung am 1. August 1805 durch den Kirchen- und Schulrat für das Oberfürstentum Gießen befand zwar, dass die Gemeinde in eigenmächtiger und sträflicher Weise den zweiten Stock aus Holz verfertigt habe, dass dies aber ohne beträchtlichen Schaden nicht mehr abzuändern sei, und dass die Regierung der Gemeinde die Bauzuschüsse sperren solle.

## Architektur
Das Schiff besteht daher im Untergeschoss aus Stein, im Obergeschoss aus an den Giebelseiten verschiefertem Fachwerk. Auf dem Pseudomansarddach befindet sich ein achteckiger Dachreiter mit Spitzhelm. Der kleine Fachwerkchor schließt dreiseitig. Das Westportal stammt von 1806.

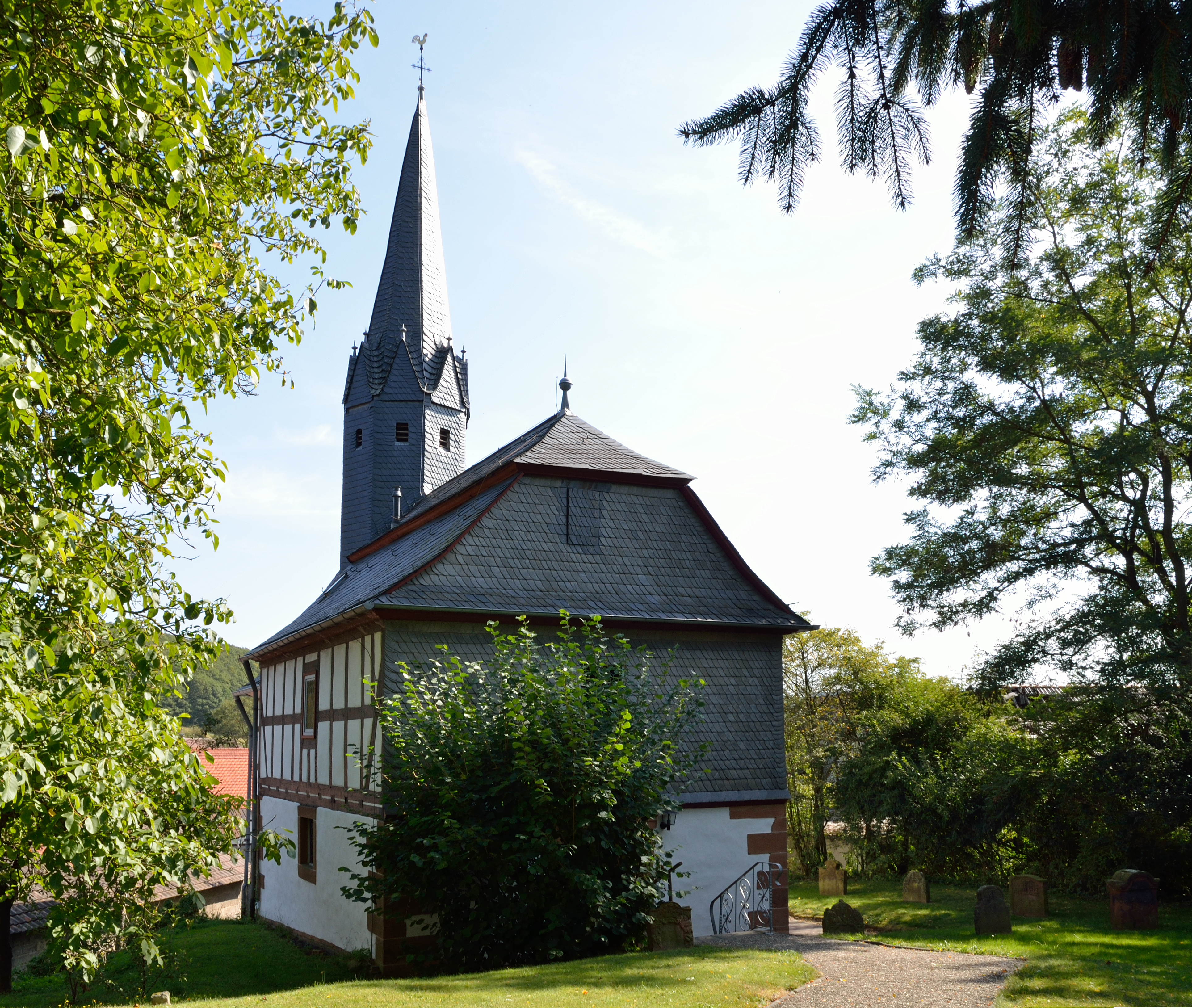
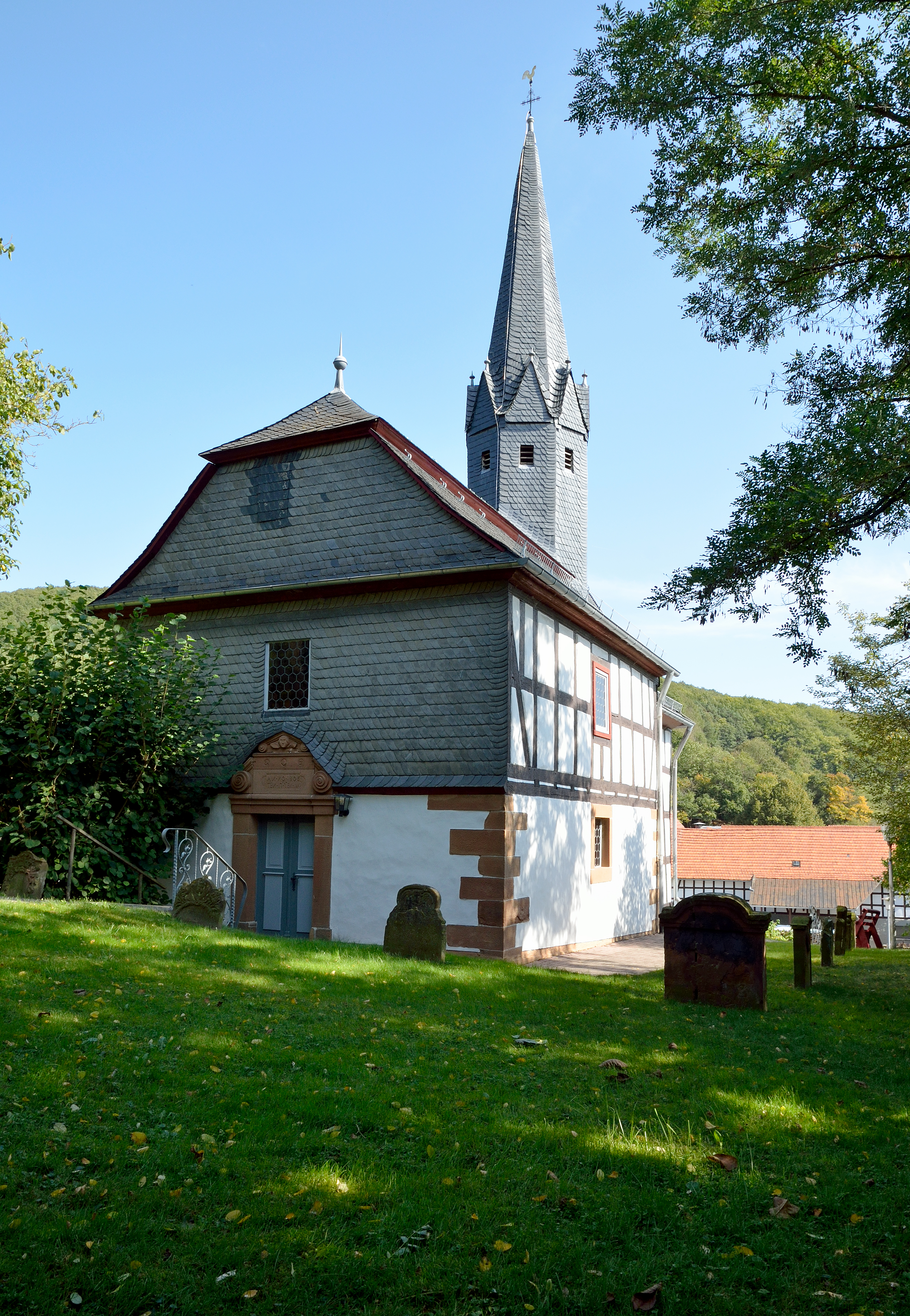
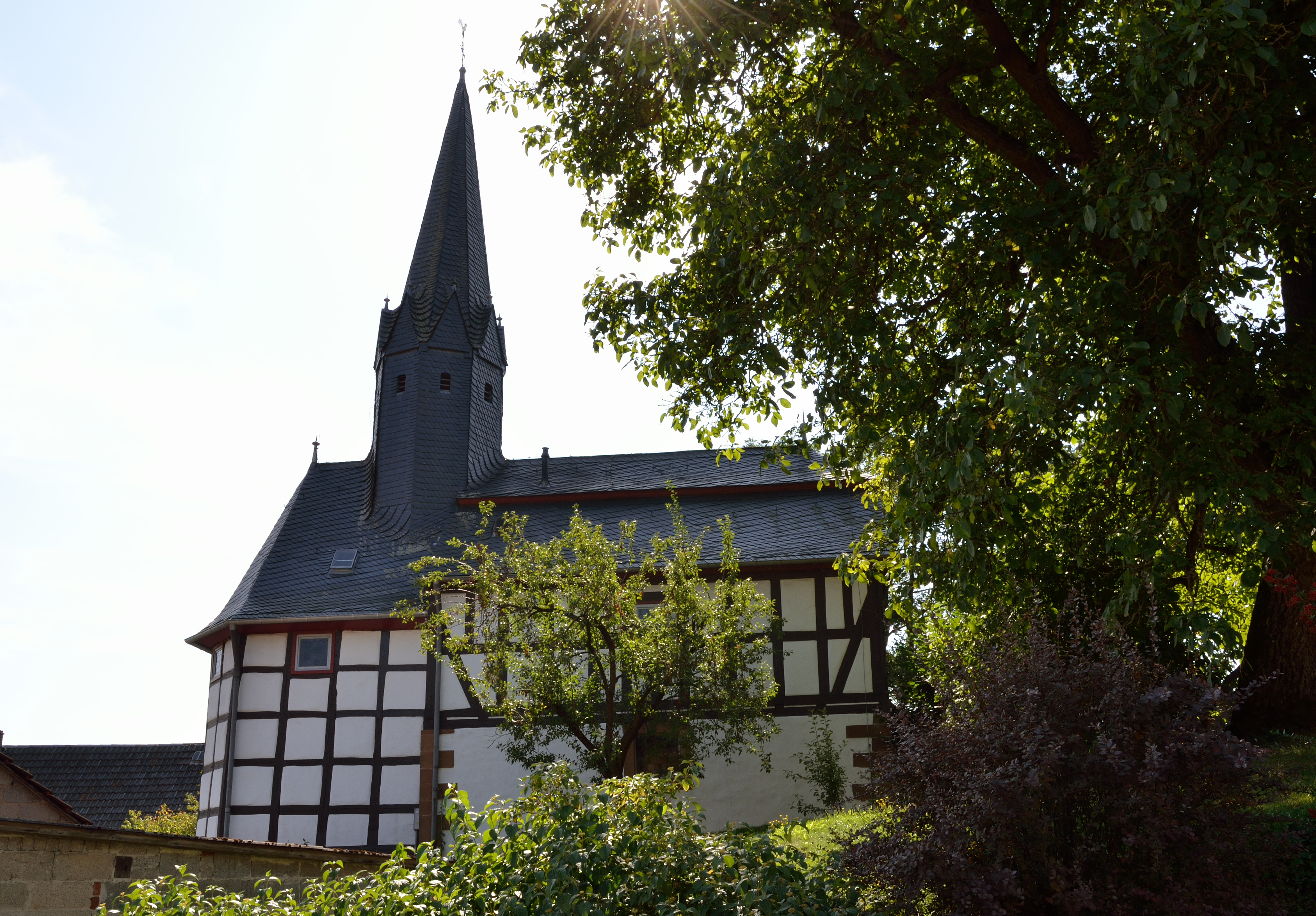